# Dichagyris tyrannus
Dichagyris tyrannus är en fjärilsart som beskrevs av Bang-haas 1912. Dichagyris tyrannus ingår i släktet Dichagyris och familjen nattflyn. Inga underarter finns listade i Catalogue of Life.